# Platylomalus biellipticus
Platylomalus biellipticus är en skalbaggsart som beskrevs av Vienna 1983. Platylomalus biellipticus ingår i släktet Platylomalus och familjen stumpbaggar. Inga underarter finns listade i Catalogue of Life.